# Påskallavik
Påskallavik is een plaats in de gemeente Oskarshamn in het landschap Småland en de provincie Kalmar län in Zweden. De plaats heeft 1200 inwoners (2005) en een oppervlakte van 113 hectare.